# Campionati canadesi di sci alpino 1988
Ai Campionati canadesi di sci alpino 1988 furono  assegnati i titoli di discesa libera, supergigante, slalom gigante, slalom speciale e combinata, sia maschili sia femminili.
Trattandosi di competizioni valide anche ai fini del punteggio FIS, vi parteciparono anche sciatori di altre federazioni, senza che questo consentisse loro di concorrere al titolo nazionale canadese.

## Risultati
| Specialità      | Uomini         | Donne              |
| --------------- | -------------- | ------------------ |
| Discesa libera  | Steven Lee     | Laurie Graham      |
| Supergigante    | Leonhard Stock | Karen Percy        |
| Slalom gigante  | Tiger Shaw     | Karen Percy        |
| Slalom speciale | Jack Miller    | Josée Lacasse      |
| Combinata       | Roman Torn     | Kerrin Lee-Gartner |